# Eisothistos atlanticus
Eisothistos atlanticus är en kräftdjursart som beskrevs av Ernst Vanhöffen 1914. Eisothistos atlanticus ingår i släktet Eisothistos och familjen Expanathuridae. Inga underarter finns listade i Catalogue of Life.